# Kibungo
Kibungo – miasto w Rwandzie, w Prowincji Wschodniej. Według danych na rok 2008 liczy 48 137 mieszkańców.